# Peter Seiffert
Pour les articles homonymes, voir Seiffert.
Peter Seiffert, né le 4 janvier 1954 à Düsseldorf (Allemagne de l'Ouest) et mort le 14 avril 2025 à Schleedorf (Autriche), est un ténor allemand spécialisé dans le répertoire allemand et notamment les rôles wagnériens. Il était en poste au Deutsche Oper Berlin depuis 1980. Peter Seiffert s'est fait connaître pour avoir interprété des personnages d'œuvres scéniques, telles que Lohengrin et Tristan.

## Biographie
Peter Seiffert né à Düsseldorf en Allemagne le 4 janvier 1954. Son père Helmut Seiffert était un chanteur d'opéra et compositeur de schlager. 
Il chantait dans une chorale de garçons, parfois en tant que soliste. Peter Seiffert a étudié à la Musikhochschule de Düsseldorf, notamment avec M. Röhrig.

### Carrière

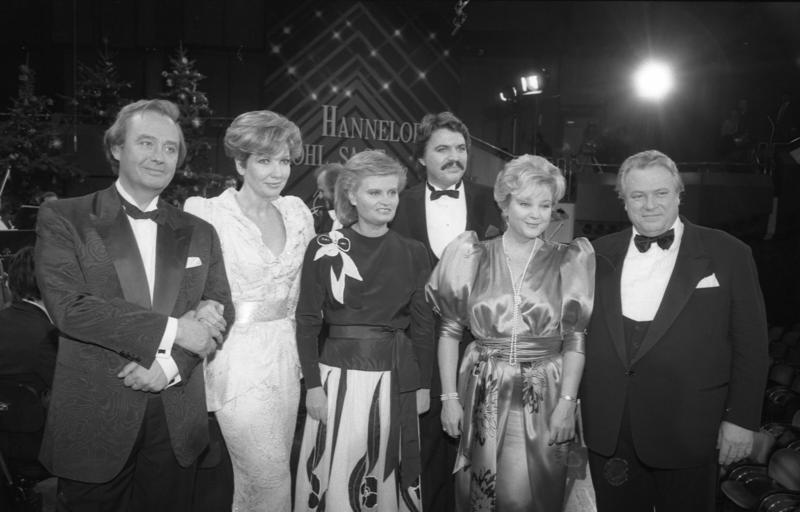
Peter Seiffert (3e en partant de la droite), Lucia Popp (2e en partant de la droite) en 1986.

Peter Seiffert est notamment membre de la troupe du Deutsche Oper Berlin de 1984 à 1992. Ses débuts au Festival de Bayreuth datent de 1996. Il chante aussi très régulièrement à l'Opéra de Bavière à Munich, où il avait débuté en 1982.
En 1986, il avait épousé la soprano Lucia Popp. Après le décès de cette dernière en 1993, il vit avec une autre soprano wagnérienne, Petra Maria Schnitzer (de), avec laquelle il se produit souvent. On a pu notamment les entendre tous les deux dans Tannhäuser de Richard Wagner au théâtre du Châtelet à Paris en 2004 et dans La Walkyrie en 2005. 
En 2003, Peter Seiffert a reçu le Grammy Award du meilleur enregistrement d'opéra pour son interprétation de Tannhäuser, sous la direction de Daniel Barenboim. 
Peter Seiffert meurt le 14 avril 2025 à Schleedorf à l'âge de 71 ans, après une longue maladie,.